# Lo que le pasó a Reynoso (película de 1937)
Lo que le pasó a Reynoso es una película argentina en blanco y negro dirigida por Leopoldo Torres Ríos sobre su propio guion escrito sobre el sainete del mismo nombre de Alberto Vacarezza que se estrenó el 18 de febrero de 1937 y que tuvo como protagonistas a Florén Delbene, Luis Arata, Herminia Franco y Teresa Serrador. El sainete de Vacarezza había sido un gran éxito teatral interpretado en el Teatro Nacional por la compañía Muiño-Alippi. Una nueva versión fue dirigida por el mismo Torres Ríos en 1955. 

## Sinopsis
Un gaucho mata en duelo criollo a un rival en amores que lo provoca y debe huir.

## Reparto
- Florén Delbene … Julián Reynoso
- Luis Arata … Serapio
- Herminia Franco … María del Rosario
- Teresa Serrador … Salvadora
- Domingo Sapelli … Don Cosme
- María Esther Duckse … Hilaria
- Francisco Álvarez … Sargento Apolinario Lucero
- Pedro Maratea … Crisanto Reparaz
- Héctor Bonati

## Comentarios
Calki opinó en su crónica de El Mundo:

"Es una película muy buena, gratísima por su esencia criolla. Admirable por su realización y sorpresiva por su belleza cinematográfica: hay allí varios aciertos que bastan para colocar a nuestro cine, en calidad artística al nivel del europeo y norteamericano"